# Heterogramma circumflexalis
Heterogramma circumflexalis är en fjärilsart som beskrevs av Achille Guenée 1854. Heterogramma circumflexalis ingår i släktet Heterogramma och familjen nattflyn. Inga underarter finns listade i Catalogue of Life.